# Rodeiro (Pontevedra)
Rodeiro ist eine galicische Gemeinde in der Provinz Pontevedra im Nordwesten Spaniens mit 2.244 Einwohnern (Stand: 2024). 

## Gemeindegliederung
Die Gemeinde Rodeiro ist in 20 Parroquias gegliedert:
| Parroquias              | Patrozinium  | Einwohner 2024 | Fläche km² | Dichte Einw./km² | Höhe msnm | Ortskennzahl |
| ----------------------- | ------------ | -------------- | ---------- | ---------------- | --------- | ------------ |
| Álceme                  | Santa María  | 136            | 11,03      | 12               | 629       | 36047010000  |
| Arnego                  | Santiago     | 110            | 12,92      | 9                | 729       | 36047020000  |
| Camba                   | San Xoán     | 105            | 6,46       | 16               | 0         | 36047050000  |
| Carboentes              | Santo Estevo | 168            | 11,41      | 15               | 730       | 36047080000  |
| Fafián                  | Santiago     | 66             | 3,81       | 17               | 703       | 36047090000  |
| Guillar                 | Santa María  | 128            | 8,25       | 16               | 659       | 36047100000  |
| Negrelos                | San Cibrao   | 116            | 7,73       | 15               | 642       | 36047110000  |
| Pedroso                 | San Xiao     | 79             | 10,39      | 8                | 569       | 36047120000  |
| A Portela               | San Cristovo | 52             | 4,99       | 10               | 750       | 36047140000  |
| Río                     | Santa María  | 106            | 5,77       | 18               | 682       | 36047150000  |
| Riobó                   | San Miguel   | 30             | 4,45       | 7                | 655       | 36047160000  |
| Rodeiro                 | San Vicente  | 416            | 3,88       | 107              | 635       | 36047170000  |
| O Salto                 | Santo Estevo | 97             | 10,54      | 9                | 776       | 36047180000  |
| San Cristovo do Az      | San Cristovo | 103            | 10,69      | 10               | 628       | 36047040000  |
| San Martiño de Asperelo | San Martiño  | 148            | 11,74      | 13               | 834       | 36047030000  |
| San Paio de Senra       | San Paio     | 23             | 5,07       | 5                | 0         | 36047190000  |
| San Salvador de Camba   | San Salvador | 89             | 4,72       | 19               | 0         | 36047060000  |
| Santa Baia de Camba     | Santa Baia   | 84             | 6,70       | 13               | 0         | 36047070000  |
| Santa Mariña de Pescoso | Santa Mariña | 126            | 8,88       | 14               | 645       | 36047130000  |
| Vilela                  | Santa María  | 78             | 5,46       | 14               | 760       | 36047200000  |

## Wirtschaft
| Ackerbau, Viehzucht und Fischerei                                                  | 382 | 041,66 |
| Industrie                                                                          | 140 | 015,27 |
| Bauwirtschaft                                                                      | 044 | 04,80  |
| Dienstleistungsbetriebe                                                            | 351 | 038,28 |
| Total                                                                              | 917 | 100,00 |
| * Daten aus dem Statistischen Amt für Wirtschaftliche Entwicklung in Galicien, IGE |     |        |